# Sigrid Kiessling-Rossmann
Sigrid Kiessling-Rossmann (* 1945 in Würzburg) ist eine deutsche Malerin.

## Leben und Werk
Nach ihrem Sprachstudium studierte Sigrid Kiessling-Rossmann Malerei und Grafik in Paris und Salzburg und unternahm Mal- und Auslandsreisen in Europa, Südamerika, Nordostafrika und Südostasien. Sie arbeitet als freischaffende Künstlerin mit den Arbeitsschwerpunkten Acryl- und Aquarellmalerei, Fotografie, Monotypien und Holzschnitt in Mannheim, unterrichtet als Dozentin für Malerei und leitet Malreisen im In- und Ausland. Sie ist Mitglied im Berufsverband Bildender Künstler und bei der Gedok Mannheim.
Seit 1985 hat Sigrid Kiessling-Rossmann mit ihren Bildern an über 120 Einzel- und Gruppenausstellungen in Deutschland, Europa und Kleinasien teilgenommen, u. a. im Museum Bautzen, auf der Kunstmesse Rheinland-Pfalz, in der Staatsgalerie der Schönen Künste in Antalya (Türkei), im Heinrich-Heine-Haus in Paris, in der Nationalgalerie in Arad (Rumänien), im Museum Rehovot (Israel), in der Kunst-Akademie in Triest (Italien) und im Museum Simferopol (Ukraine).
Ihre Bilder wurden u. a. vom Regierungspräsidium Karlsruhe, vom Hans-Thoma-Museum Heidelberg und vom Goethe-Institut in London angekauft.

## Publikationen
- Workshop Aquarell: Mischtechniken Gestaltungsmöglichkeiten. Englisch Verlag ISBN 978-3-8241-1333-0